# 春来る鬼
『春来る鬼』（はるくるおに）は、1989年4月15日公開の日本映画である。小林旭の初監督作品。松田勝のデビュー作でもある。原作は須知徳平の同名小説。

## あらすじ
時は中世、北日本の漁村・北の浜。強靭な肉体を誇る漁師・さぶろうしは、村長の娘・ゆのと相思相愛だった。しかし身分の違いゆえ結ばれるはずも無く、ゆのは親の勧めで婿を迎えることになる。婚礼の日、さぶろうしは夜の闇にまぎれてゆのを攫い出し、小舟に乗って駆け落ちを図る。嵐に巻き込まれた2人が流れ着いたのは、北の浜の村人が「鬼の岬」と呼んで恐れる岬だった。
その岬の陰には、人知れず営まれる村があった。よそ者を忌み嫌う村の衆は、2人を海に投げ込もうとする。しかし長老・くっくねの爺がさぶろうしを匿い、ゆのは村長・頭屋に預けられることになった。さぶろうしには村に受け入れられるために、3つの「ためし」を課せられる。一つは、岬の先から海に飛び込み、海底の石を拾ってくること。もう一つは、蛭がうごめく死体置き場で次の満月まで過ごすこと。そして、嵐の海に漕ぎ出し小舟が満たすほどの魚を獲ってくること。
さぶろうしは、過酷な「ためし」を全て果たす。しかし、頭屋は彼を認めようとしない。
そんな中、村に「ジャビ」という、得体の知れない病が流行りだす･･･

## キャスト
- さぶろうし：松田勝
- ゆの：若山幸子
- 頭屋：滝田栄
- くっくねの爺：三船敏郎
- 口走りのばんば：津島恵子
- かっかべ：望月輝明
- がんに：ハナ肇
- のっぺ：小島三児
- さっぱ：鈴木ヤスシ
- 北の浜の老名：宮川洋一
- そのおがた：桜むつ子

## スタッフ
- 監督・製作総指揮：小林旭
- プロデューサー：井上和男
- 脚本：菊島隆三
- 原作：須知徳平
- 撮影：鈴木義勝
- 美術：村木与四郎、藤原和彦
- 照明：大西美津男
- 音楽：佐藤勝
- 録音：橋本文雄、宮本久幸
- 編集：井上治
- 助監督：田村浩太朗
- スチール：野上哲夫
- 配給：松竹
- 製作：アナック

## エピソード
- 往年の映画スター・小林旭の初監督作品で、黒澤明映画の制作スタッフを起用、話題となるが興行は振るわなかった。
- 撮影は岩手県の沿岸部各地で行われた。高田松原（陸前高田市）など、2011年の東日本大震災で失われた風景も含まれている。